# Paul Demuth
Paul Adolf Waldemar Demuth (* 15. Mai 1860 in Berlin; † 5. März 1941 ebenda) war ein Buchbinder, Erfinder der Luftschlange, Mitbegründer des Berliner Ruder-Clubs.

## Leben
Der Berliner Buchbindermeister und Unternehmer Paul Demuth war bereits als Verleger von Scherzpostkarten und Dekorationsartikeln erfolgreich, als er um 1887 die Luftschlangen erfand. Auf die Idee gebracht hatte ihn das Missgeschick eines Mitarbeiters, der eine schmale Papierrolle für einen Morse-Telegrafen fallen ließ. Demuth hob diese auf und warf sie durch den Raum, wobei sie sich entrollte. Dieser Effekt faszinierte ihn so sehr, dass er beschloss, Luftschlangen zu produzieren. Er gab seinem Produkt zunächst den Namen "Serpentinen". Er patentierte seine Papierschlangen im Jahr 1929 und 1930 mit den Patentschriften Nummer 490003 und 531859 beim Reichspatentamt in Berlin. Er baute seine 1886 erworbene Firma F. W. Hoppenworth zu einem großen Schmuckartikelunternehmen aus, das auch die Berliner Gewerbeausstellung dekorierte. Bereits 1887 warnte die Berliner Polizei vor der Verwendung von Papierluftschlangen im Straßenverkehr.
Am 5. November 1880 gründete er gemeinsam mit Georg Büxenstein, Wilhelm Rettig, dem Architekt Max Jacob den Berliner Ruder-Club. Bei Bällen und Festen dekorierte seine Firma die Räumlichkeiten.